# باب مانکهاوس
باب مانکهاوس (انگلیسی: Bob Monkhouse؛ ‏ ۱ ژوئن ۱۹۲۸ – ۲۹ دسامبر ۲۰۰۳) بازیگر، کمدین و مجری تلویزیون اهل بریتانیا بود. وی بین سال‌های ۱۹۵۲ تا ۲۰۰۳ میلادی فعالیت می‌کرد.